# Ploiaria domestica
Ploiaria domestica är en insektsart som beskrevs av Giovanni Antonio Scopoli 1786. Ploiaria domestica ingår i släktet Ploiaria och familjen rovskinnbaggar. Inga underarter finns listade i Catalogue of Life.

## Bildgalleri

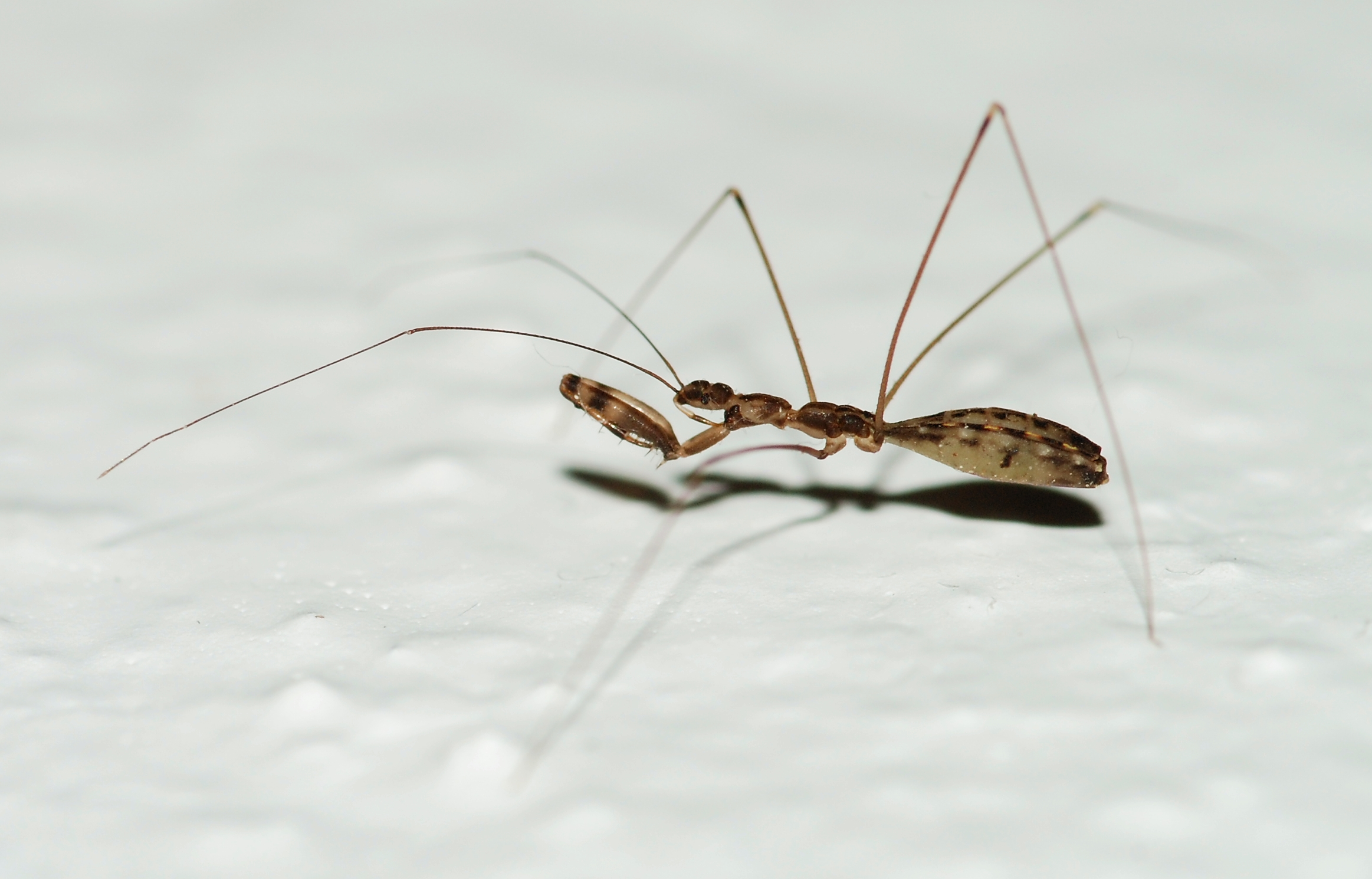
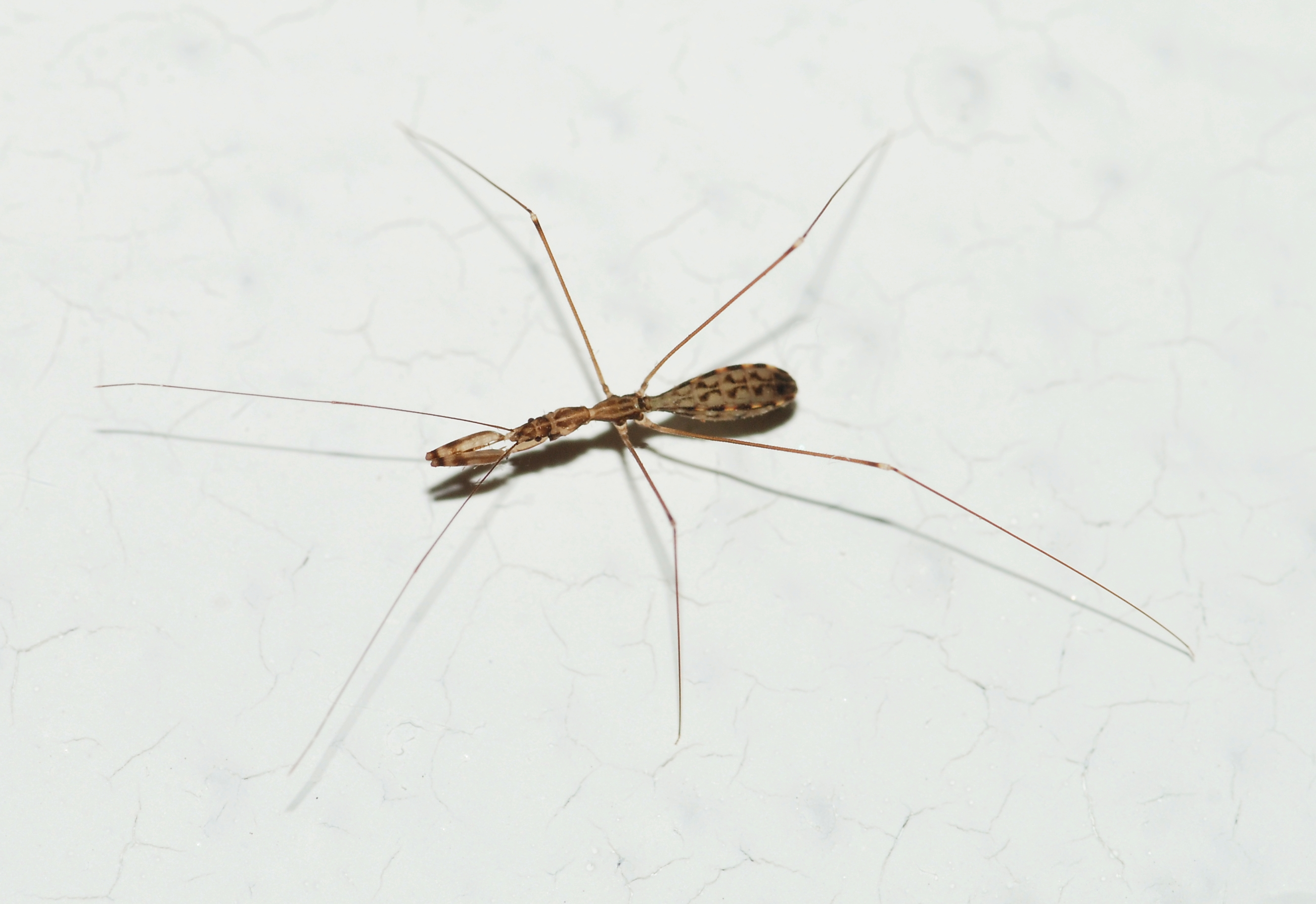